# پاوول بویانوفسکی
پاوول بویانوفسکی (چکی: Pavol Bojanovský؛ زادهٔ ۶ سپتامبر ۱۹۵۳) بازیکن بسکتبال اهل چکسلواکی بود. وی در بازی‌های المپیک تابستانی ۱۹۸۰ شرکت کرده‌است.